# Соссюр, Орас Бенедикт де
Орас Бенедикт де Соссю́р (фр. Horace-Bénédict de Saussure; 17 февраля 1740, Конш, близ Женевы, Швейцария — 22 января 1799, Женева) — швейцарский геолог, физик, ботаник и альпинист. 
Орас-Бенедикт представитель научной династии де Соссюров, сын Николя де Соссюра. Член Лондонского королевского общества (1788 год), член Парижской академии наук (корреспондент с 1787; с 1791 — иностранный член).

## Биография
Юношеские впечатления от опытов восхождения на альпийские вершины в значительной мере предопределили характер научных занятий Соссюра.

### География
Его исследования во многом были связаны со сравнительным измерением температуры, влажности и других природных показателей на различных высотах — Соссюр получил много интересных результатов (показав, например, что нижний слой воды в глубоких озёрах всегда остаётся холодным, что для прогрева земли на глубине 30 футов под воздействием летнего тепла требуется шесть месяцев, и тому подобное), сконструировал или усовершенствовал множество оригинальных измерительных приборов например, для определения прозрачности атмосферы (диафанометр), интенсивности голубого цвета неба (цианометр), гигрометр с волоском, пользуясь которым положил основания гигрометрии, усовершенствовал термометр для определения температур в глубинах, электрометр — для атмосферного электричества и различные магнетометр, анемометр, эвапорометр и тому подобное.
На основании исследований выдвинул ряд смелых гипотез, которые, в основном, не подтвердились.

### Ботаника
В молодые годы Соссюр также много занимался ботаникой, описывая высокогорные растения, встреченные им в Альпах. В его честь назван род высокогорных трав Соссюрея (Saussurea) DC.

### Альпинизм
Как альпинист Соссюр неоднократно поднимался на высочайшие вершины Альп, проводя там немало времени. Соссюром была учреждена премия тому, кто разведает способ восхождения на Монблан, и после того, как в 1786 году Мишель Паккар и Жак Бальма совершили первое успешное восхождение, в 1787 году Соссюр вместе с Бальма поднялся на вершину Монблана уже с исследовательским оборудованием — первым зафиксировав при этом, что именно Монблан является высочайшей вершиной Европы.
Натуралистические очерки Соссюра «Путешествия в Альпах» (фр. Voyages dans les Alpes; 1779—1796) многократно переиздавались, а в 1834 году была впервые опубликована и ненаучная, пейзажно-лирическая часть его записок (фр. Partie pittoresque des ouvrages de M. de Saussure).
Деятельность Соссюра весьма способствовала популяризации альпинизма и горного отдыха. Для нужд своей альпинистской деятельности Соссюр сконструировал первую в Европе переносную печь для приготовления горячей пищи силой солнечных лучей.

### Геология
Одним из первых описал горные породы и геологическое строение Альп. На примере Альп подтвердил выявленную П. С. Палласом на Урале закономерность о более крутом положении пластов ближе к ядру хребта, и о более пологом залегании в предгориях.
Считается, что он первым предложил современное значение термина «геология» в 1779 году.

## Память
- В 1935 году Международный астрономический союз присвоил имя Соссюра кратеру на видимой стороне Луны.
- В его честь назван минеральный агрегат — соссюрит.
- В честь него и его сына назван род растений — Соссюрея.
- Портрет Соссюра был помещён на купюре в 20 швейцарских франков шестого выпуска (купюра печаталась в 1979—1995 годах, была действительна до 2020 года).